# Таганная слобода
Тага́нная слобода́ — одна из московских слобод. Существовала в Москве в XVII веке в пределах современного Таганского района.
Таганная слобода дала название современному Таганскому району Москвы, расположенному в её центре. Она была одной из многих ремесленных слобод, которые размещались между современными Садовым и Бульварным кольцами. Населяли её таганники, изготовлявшие таганы — железные подставки под котлы и прочую посуду, применявшуюся при варке пищи на открытом огне. Согласно сохранившимся документам, в 1632 году слобода насчитывала 93 двора. Её центром была церковь Космы и Дамиана «в Таганной слободе», первое упоминание о которой датируется 1625 годом. В 1659—1662 гг. она была перестроена в камне.
Согласно преданию, Таганная слобода была основана на месте урочища Болвановка. В этих местах заканчивалась дорога, шедшая в Москву из Золотой Орды через Рязань. Именно в этом месте перед въездом в Москву купцы из стран Востока выплачивали таможенные и другие пошлины. Болвановская дорога также упоминается в русских летописях.